# Carlos Jiménez
Carlos Jiménez Sánchez (Madrid, 10. veljače 1976.) španjolski je profesionalni košarkaš. Igra na poziciji niskog krila, a trenutačno je član španjolskog kluba Unicaja Málage. 

## Karijera
Nakon što je igrao u omladinskom pogonu San Viator Madrida, Jiménez profesionalnu karijeru započinje 1994. u španjolskom prvoligašu Adecco Estudiantes. Tamo je ostao do 2006., a s Estudianetsom je 2000. osvojio španjolski Kup Kralja. Dok je nosio dres Estudantesa, Jiménez je četiri puta biran na ACB All-Star utakmicu. Nakon 12 sezona provedenih u Estudiantesu, Jiménez napušta klub i potpisuje za Unicaja Málagu.

## Španjolska reprezentacija
Jiménez je bio član španjolske košarkaške reprezentacije. Nakon Olimpijskih igara u Pekingu 2008. objavio je da se povlači iz reprezentacije. Postao je prvim Španjolcem po broju osvojenih medalja na nekom natjecanju za španjolsku reprezentaciju.

## Vanjske poveznice
- Profil na Euroleague.net
- Profil na ACB.com